# Chromonephthea aurantiaca
Chromonephthea aurantiaca är en korallart som först beskrevs av Addison Emery Verrill 1865.  Chromonephthea aurantiaca ingår i släktet Chromonephthea och familjen Nephtheidae. Inga underarter finns listade i Catalogue of Life.